# Güzelçamlı
Güzelçamlı (röviden csak Çamlı)  egy tengerparti város Törökországban, Aydın  tartományban. Kuşadası körzet Davutlar budzsakjában található, Kuşadası üdülővárostól 23 km-re.

## Testvérvárosai
- Marosvásárhely, Románia